# Ramal G5 del Ferrocarril Belgrano
El Ramal G5 pertenecía al Ferrocarril General Belgrano, Argentina. Se encuentra clausurado, no posee servicios de ningún tipo.

## Ubicación
Se hallaba enteramente en la provincia de Buenos Aires, atravesando los partidos de Nueve de Julio, Carlos Casares, Pehuajó, Daireaux, Trenque Lauquen y Guaminí.

## Historia
El ramal fue construido por la Compañía General de Ferrocarriles en la Provincia de Buenos Aires en 1911, abriéndose a los servicios el 7 de diciembre de ese mismo año. Con la nacionalización de los ferrocarriles de capital francés en 1946, pasó a formar parte del Ferrocarril General Belgrano. El 28 de octubre de 1961 empezaron a cesar sus servicios a causa del Plan Larkin. Se rehabilitó en 1964 solo para cargas, durante las inundaciones de 1973 se prestó un servicio de pasajeros de emergencia con coches motores Ganz; en 1977 se clausura y desmantelan sus vías

## Características
Era un ramal secundario de la red de Ferrocarril de vía estrecha, cuya extensión es de 225 km entre las cabeceras Patricios y Victorino de la Plaza.